# Brev til Jonas
Brev til Jonas er en dansk kortfilm fra 1992, der er instrueret af Susanne Bier efter manuskript af hende selv og Lars Kjeldgaard.

## Handling
To danske piger er på kibbutz-ophold i Israel. Den ene har en kæreste hjemme i Danmark, den anden indleder et lidenskabeligt forhold til en israeler. Begge er usikre på fremtiden.